# Коновка (Черновицкая область)
Коновка (укр. Коновка) — село в Кельменецкой поселковой общине Днестровского района Черновицкой области Украины.
До 2020 года входило в Кельменецкий район
Население по переписи 2001 года составляло 630 человек. Почтовый индекс — 60112. Телефонный код — 3732. Код КОАТУУ — 7322085401.